# Чепуров, Александр Анатольевич
Александр Анатольевич Чепуро́в (род. 26 июля 1957, Ленинград, РСФСР, СССР) — советский и российский театровед, доктор искусствоведения. Ректор Российского государственного института сценических искусств (2011—2017). Заслуженный деятель искусств Российской Федерации (2006).

## Биография
Родился 26 июля 1957 года в городе Ленинграде в семье поэта Анатолия Чепурова.
С 1974 по 1979 годы учился в Ленинградском государственном институте театра, музыки и кинематографии им. Н. К. Черкасова (ныне РГИСИ).
С 1989 по 2004 годы — декан театроведческого факультета СПбГАТИ, позже профессор кафедры русского театра РГИСИ.
С момента прихода в Александринский театр на пост художественного руководителя Валерия Фокина Чепуров возглавил научно-исследовательскую работу в старейшем российском театре в качестве руководителя творческо-исследовательской части. За время его работы на этой должности в Александринском театре был создан уникальный Музей русской драмы, который объединил и структурировал богатейшую историческую коллекцию по истории Александринского театра. Сегодня А. А. Чепуров  - заместитель художественного руководителя Александринского театра.
С 2011 года исполнял обязанности ректора Санкт-Петербургской государственной академии театрального искусства. В 2014 избран ректором РГИСИ.
В 2017 году ушёл с поста ректора по собственному желанию.

### Политическая позиция
В 2014 году подписал Коллективное обращение деятелей культуры Российской Федерации в поддержку политики президента РФ В. В. Путина на Украине и в Крыму.

## Искусствоведческая деятельность

### Книги
- «А. П. Чехов и Александринский театр. 1889—1902» (2006);
- «Гоголевские сюжеты Валерия Фокина» (2010);
- «Валерий Фокин» (2020), из серии «ЖЗЛ: Биография продолжается», изд. «Молодая гвардия» — ISBN 978-5-235-04455-5

Ответственный редактор книжной серии «Библиотека Александринского театра», в которой вышло двенадцать книг, посвященных истории русского театра. Редактор-составитель изданий: «Александринский „Ревизор“ Валерия Фокина» (2005) и «В. Фокин. Беседы о профессии» (2006). Автор главы в учебнике «История русского театра» (2005), около сотни статей в журналах и научных сборниках.

## Награды и звания
- Орден Дружбы (25 августа 2022 года) — за большой вклад в развитие отечественной культуры и искусства, многолетнюю плодотворную деятельность[5].
- Заслуженный деятель искусств Российской Федерации (1 декабря 2006 года) — за заслуги в области искусства[6].
- Лауреат Премии Станиславского (2009)[7].